# Ельмсгорн
Ельмсгорн (нім. Elmshorn) — місто в Німеччині, розташоване в землі Шлезвіг-Гольштейн. Входить до складу району Піннеберг.
Площа — 21,36 км2. Населення становить 49 948 ос. (станом на 31 грудня 2020).